# Ryūkōsai Jokei
Ryūkōsai Jokei est un nom japonais traditionnel ; le nom de famille (ou le nom d'école), Ryūkōsai, précède donc le prénom (ou le nom d'artiste).
Ryūkōsai Jokei (琉光斎　如圭) est un peintre, illustrateur et dessinateur d'estampes sur bois du style ukiyo-e originaire d'Osaka, actif de 1777 à 1809 environ. Il est élève de Shitomi Kangetsu (1747–1797), lui-même fils et élève de Tsukioka Settei (1710–1786). Ryūkōsai est sinon le fondateur du moins un des fondateurs de l'école d'Osaka (région du Kamigata) de ukiyo-e. Il est surtout connu pour ses portraits acérés d'acteurs. Ses impressions sont le plus souvent au format hosoban, (33 cm sur 14,5 cm).  
Il a pour élèves Shôkôsai Hanbei et Urakusai Nagahide, entre autres.